# Futbol'nyj Klub Šachtar Donec'k 2016-2017
Questa voce raccoglie le informazioni riguardanti il Futbol'nyj Klub Šachtar Donec'k nelle competizioni ufficiali della stagione 2016-2017.

## Maglie e sponsor
Lo sponsor tecnico per la stagione 2016-2017 è Nike mentre lo sponsor ufficiale è System Capital Management.
| Casa | Trasferta |

## Rosa
| N. |                      | Ruolo | Calciatore             |
| -- | -------------------- | ----- | ---------------------- |
| 2  | Ucraina (bandiera)   | D     | Bohdan Butko           |
| 5  | Ucraina (bandiera)   | D     | Oleksandr Kučer        |
| 6  | Ucraina (bandiera)   | C     | Taras Stepanenko       |
| 7  | Ucraina (bandiera)   | A     | Jevhen Selezn'ov       |
| 8  | Brasile (bandiera)   | C     | Fred                   |
| 9  | Brasile (bandiera)   | C     | Dentinho               |
| 10 | Brasile (bandiera)   | C     | Bernard ()             |
| 11 | Brasile (bandiera)   | C     | Marlos                 |
| 12 | Brasile (bandiera)   | C     | Wellington Nem         |
| 12 | Brasile (bandiera)   | C     | Alan Patrick           |
| 13 | Ucraina (bandiera)   | D     | V″jačeslav Ševčuk      |
| 14 | Ucraina (bandiera)   | D     | Vasyl' Kobin           |
| 17 | Ucraina (bandiera)   | C     | Maksym Malyšev         |
| 18 | Ucraina (bandiera)   | D     | Ivan Ordec'            |
| 19 | Argentina (bandiera) | A     | Facundo Ferreyra ()    |
| 20 | Georgia (bandiera)   | A     | Giorgi Arabidze        |
| 22 | Croazia (bandiera)   | A     | Eduardo ()             |
| 24 | Ucraina (bandiera)   | C     | V″jačeslav Tankovs'kyj |

| N. |                      | Ruolo | Calciatore                |
| -- | -------------------- | ----- | ------------------------- |
| 25 | Ucraina (bandiera)   | D     | Mykola Matvijenko         |
| 26 | Ucraina (bandiera)   | P     | Mykyta Ševčenko           |
| 28 | Brasile (bandiera)   | C     | Taison                    |
| 30 | Ucraina (bandiera)   | P     | Andrij Pjatov             |
| 31 | Brasile (bandiera)   | D     | Ismaily                   |
| 32 | Ucraina (bandiera)   | P     | Anton Kaniboloc'kyj       |
| 33 | Croazia (bandiera)   | D     | Darijo Srna (c)           |
| 38 | Ucraina (bandiera)   | D     | Serhij Kryvcov            |
| 41 | Ucraina (bandiera)   | A     | Andrij Borjačuk           |
| 44 | Ucraina (bandiera)   | D     | Jaroslav Rakyc'kyj        |
| 49 | Ucraina (bandiera)   | C     | Oleksandr Pichal'onok     |
| 52 | Ucraina (bandiera)   | C     | Ihor Kyrjuchancev         |
| 55 | Ucraina (bandiera)   | P     | Oleh Kudryk               |
| 59 | Ucraina (bandiera)   | C     | Oleksandr Zubkov          |
| 66 | Brasile (bandiera)   | D     | Márcio Azevedo            |
| 74 | Ucraina (bandiera)   | C     | Viktor Kovalenko          |
| 99 | Argentina (bandiera) | A     | Gustavo Blanco Leschuk () |

### Fuori rosa
| N. |                    | Ruolo | Calciatore        |
| -- | ------------------ | ----- | ----------------- |
|    | Ucraina (bandiera) | D     | Oleksandr Volovyk |

| N. |                    | Ruolo | Calciatore       |
| -- | ------------------ | ----- | ---------------- |
|    | Georgia (bandiera) | A     | Davit Targamadze |

## Calciomercato

### Sessione estiva
| Acquisti | Acquisti               | Acquisti        | Acquisti      |
| R.       | Nome                   | da              | Modalità      |
| -------- | ---------------------- | --------------- | ------------- |
| D        | Bohdan Butko           | Amkar Perm'     | fine prestito |
| D        | Eduard Sobol'          | Metalist        | fine prestito |
| D        | Oleksandr Volovyk      | OH Lovanio      | fine prestito |
| C        | V″jačeslav Čurko       | Puskás Akadémia | fine prestito |
| C        | Oleh Dančenko          | Čornomorec'     | fine prestito |
| C        | Serhij Hryn'           | Illičivec'      | fine prestito |
| C        | Denys Kožanov          | Karpaty         | fine prestito |
| C        | Ivan Petrjak           | Zorja           | definitivo    |
| C        | V″jačeslav Tankovs'kyj | Zorja           | fine prestito |
| C        | Serhij Vakulenko       | Illičivec'      | fine prestito |
| A        | Pylyp Budkivs'kyj      | Zorja           | fine prestito |
| A        | Vladyslav Kulač        | Eskişehirspor   | fine prestito |
| A        | Jevhen Selezn'ov       |                 | svincolato    |
| A        | Anton Šynder           | Vorskla         | fine prestito |
| A        | Davit Targamadze       | Oleksandrija    | fine prestito |
| A        | Andrij Totovyc'kyj     | Zorja           | fine prestito |

| Cessioni | Cessioni           | Cessioni        | Cessioni      |
| R.       | Nome               | da              | Modalità      |
| -------- | ------------------ | --------------- | ------------- |
| P        | Bohdan Sarnavs'kyj |                 | svincolato    |
| D        | Eduard Sobol'      | Zorja           | prestito      |
| C        | V″jačeslav Čurko   | Frosinone       | prestito      |
| C        | Oleh Dančenko      | Čornomorec'     | prestito      |
| C        | Serhij Hryn'       | Olimpik Donec'k | prestito      |
| C        | Andrij Korobenko   | Čornomorec'     | prestito      |
| C        | Denys Kožanov      | Dacia Chișinău  | svincolato    |
| C        | Ivan Petrjak       | Zorja           | prestito      |
| C        | Serhij Vakulenko   | Illičivec'      | prestito      |
| C        | Vitalij Vicenec'   |                 | fine carriera |
| A        | Pylyp Budkivs'kyj  | Anži            | prestito      |
| A        | Vladyslav Kulač    | Zorja           | prestito      |
| A        | Oleksandr Hladkyj  |                 | svincolato    |
| A        | Anton Šynder       | Amkar Perm'     | svincolato    |
| A        | Andrij Totovyc'kyj | Kortrijk        | prestito      |

### Sessione invernale
| Acquisti | Acquisti               | Acquisti    | Acquisti               |
| R.       | Nome                   | da          | Modalità               |
| -------- | ---------------------- | ----------- | ---------------------- |
| D        | Mychajlo Pysko         | Illičivec'  | fine prestito          |
| C        | Oleksandr Karavajev    | Zorja       | fine prestito          |
| C        | Andrij Korobenko       | Čornomorec' | fine prestito          |
| C        | Alan Patrick           | Flamengo    | fine prestito          |
| A        | Gustavo Blanco Leschuk | Karpaty     | definitivo (0,4 mln €) |

| Cessioni | Cessioni            | Cessioni    | Cessioni             |
| R.       | Nome                | a           | Modalità             |
| -------- | ------------------- | ----------- | -------------------- |
| D        | Mykola Matvijenko   | Karpaty     | prestito             |
| D        | Mychajlo Pysko      | Homel'      | prestito             |
| D        | V″jačeslav Ševčuk   |             | fine carriera        |
| D        | Oleksandr Volovyk   | Aqtöbe      | svincolato           |
| C        | Oleksandr Karavajev | Fenerbahçe  | prestito (0,1 mln €) |
| C        | Wellington Nem      | San Paolo   | prestito             |
| A        | Eduardo             |             | svincolato           |
| A        | Jevhen Selezn'ov    | Karabükspor | svincolato           |
| A        | Davit Targamadze    |             | svincolato           |

## Risultati

### Prem"jer-liha

#### Girone d'andata
| Arbitro: | Aranovs'kyj (Kiev) |

|                                                       |           |            |
| Bernard 3’ Taison 32’ Eduardo 45’ Koval'ov 70’ (aut.) | Marcatori | 38’ Sitalo |

| Arbitro: | Kozyk (Mukačevo) |

|               |           |                                                    |
| Filimonov 60’ | Marcatori | 51’ Selezn'ov 59’ Fred 90’ Eduardo 90+2’ Kovalenko |

| Arbitro: | Berezka (Kiev) |

|             |           |  |
| Ismaily 36’ | Marcatori |  |

| Arbitro: | Truchanov (Charkiv) |

|                              |           |                                         |
| Blanco Leschuk 27’ Čačua 37’ | Marcatori | 47’ Stepanenko 69’ Kovalenko 87’ Marlos |

| Arbitro: | Balakin (Kiev) |

|                                                 |           |  |
| Ordec' 13’ Dentinho 14’ Marlos 71’ Ferreyra 89’ | Marcatori |  |

| Arbitro: | Vaks (Chmel'nyc'kyj) |

|  |           |              |
|  | Marcatori | 78’ Ferreyra |

| Arbitro: | Abdula (Charkiv) |

|              |           |                   |
| Dentinho 75’ | Marcatori | 24’ (rig.) Husjev |

| Arbitro: | Paschal (Cherson) |

|  |           |            |
|  | Marcatori | 54’ Taison |

| Arbitro: | Monzul' (Charkiv) |

|                                          |           |  |
| Kyčak 41’ (aut.) Ordec' 60’ Borjačuk 78’ | Marcatori |  |

| Arbitro: | Balakin (Kiev) |

|              |           |  |
| Ferreyra 56’ | Marcatori |  |

| Arbitro: | Vaks (Chmel'nyc'kyj) |

|            |           |            |
| Matjaž 80’ | Marcatori | 73’ Ordec' |

#### Girone di ritorno
| Arbitro: | Žabčenko (Chmel'nyc'kyj) |

|  |           |                                              |
|  | Marcatori | 35’ (aut.) Pereyra 73’ Borjačuk 90’ Ferreyra |

| Arbitro: | Truchanov (Charkiv) |

|                           |           |  |
| Ferreyra 24’ Dentinho 30’ | Marcatori |  |

| Arbitro: | Vaks (Chmel'nyc'kyj) |

|              |           |                           |
| Jaremčuk 46’ | Marcatori | 12’ Dentinho 39’ Ferreyra |

| Arbitro: | Bojko (Kiev) |

|                       |           |                   |
| Srna 10’ Ferreyra 77’ | Marcatori | 19’ (rig.) Ks'onz |

| Arbitro: | Balakin (Kiev) |

|  |           |                    |
|  | Marcatori | 36’, 39’ Kovalenko |

| Arbitro: | Hrys'o (Leopoli) |

|                              |           |  |
| Marlos 31’ (rig.) Taison 79’ | Marcatori |  |

| Arbitro: | Žabčenko (Chmel'nyc'kyj) |

|                                          |           |                                                       |
| J. Moraes 1’ Rybalka 30’ Bjesjedin 90+2’ | Marcatori | 3’ (aut.), 88’ (aut.) Chačeridi 51’ Fred 58’ Ferreyra |

| Arbitro: | Kutakov (Brovary) |

|                            |           |              |
| Kovalenko 63’ Ferreyra 90’ | Marcatori | 27’ Chl'obas |

| Arbitro: | Berezka (Kiev) |

|  |           |               |
|  | Marcatori | 66’ Kovalenko |

| Arbitro: | Derdo (Čornomors'k) |

|              |           |                         |
| Charatin 60’ | Marcatori | 26’ Bernard 88’ Malyšev |

| Arbitro: | Aranovs'kyj (Kiev) |

|                      |           |                  |
| Blanco Leschuk 45+2’ | Marcatori | 24’ Postupalenko |

#### Poule scudetto
| Arbitro: | Kutakov (Brovary) |

|            |           |                               |
| Dennis 31’ | Marcatori | 36’ Blanco Leschuk 62’ Taison |

| Arbitro: | Možarovs'kyj (Leopoli) |

|             |           |                                   |
| Bernard 27’ | Marcatori | 37’ Andrijevs'kyj 68’ Jorge Elias |

| Arbitro: | Berezka (Kiev) |

|  |           |                                                         |
|  | Marcatori | 7’ Taison 37’ Bernard 58’ Kovalenko 61’ (rig.) Ferreyra |

| Arbitro: | Truchanov (Charkiv) |

|  |           |              |
|  | Marcatori | 12’ Ferreyra |

| Arbitro: | Kozyk (Mukačevo) |

|              |           |  |
| Ferreyra 81’ | Marcatori |  |

| Arbitro: | Možarovs'kyj (Leopoli) |

|                                     |           |                         |
| Ferreyra 38’ Ismaily 52’ Ordec' 55’ | Marcatori | 80’ Charatin 88’ Dennis |

| Arbitro: | Kryvonosov (Kiev) |

|  |           |                                              |
|  | Marcatori | 29’ (aut.) Ablitarov 37’, 89’ Blanco Leschuk |

| Arbitro: | Kutakov (Brovary) |

|           |           |               |
| Butko 50’ | Marcatori | 12’ Serhijčuk |

| Arbitro: | Derdo (Čornomors'k) |

|                               |           |                                       |
| Alan Patrick 22’ Dentinho 58’ | Marcatori | 20’ Harmaš 52’ (rig.), 71’ Jarmolenko |

| Arbitro: | Možarovs'kyj (Leopoli) |

|                |           |              |
| Staren'kyj 23’ | Marcatori | 19’ Borjačuk |

### Coppa d'Ucraina
| Arbitro: | Derdo (Čornomors'k) |

|                             |           |                |
| Stepanenko 13’ Marlos 90+2’ | Marcatori | 90+4’ Jaremčuk |

| Poltava 5 aprile 2017, ore 14:00 EEST Quarti di finale | Poltava | 0 – 3 | Šachtar | Stadio Lokomotiv |

| Arbitro: | Derdo (Čornomors'k) |

|            |           |  |
| Taison 68’ | Marcatori |  |

| Arbitro: | Truchanov (Charkiv) |

|            |           |  |
| Marlos 80’ | Marcatori |  |

### Champions League
| Arbitro: | Gözübüyük |

|                           |           |  |
| Bernard 27’ Selezn'ov 75’ | Marcatori |  |

| Arbitro: | Buquet |

|                                      |                      |                            |
| Kubo 54’, 60’                        | Marcatori            |                            |
| Hoarau Kubo Hadergjonaj Rochat Gajić | Tiri di rigore 4 – 2 | Srna Fred Rakyc'kyj Marlos |

### Europa League

#### Play-off
| Arbitro: | Estrada Fernández |

|                 |           |                                     |
| Emre 56’ (rig.) | Marcatori | 24’ (aut.) Çikalleshi 41’ Kovalenko |

| Arbitro: | Kružliak |

|                                      |           |  |
| Attamah 22’ (aut.) Marlos 71’ (rig.) | Marcatori |  |

#### Fase a gironi
| Squadra   | P.ti | G | V | P | S | GF | GS | DG  |
| --------- | ---- | - | - | - | - | -- | -- | --- |
| Šachtar   | 18   | 6 | 6 | 0 | 0 | 21 | 5  | +16 |
| Gent      | 8    | 6 | 2 | 2 | 2 | 9  | 13 | -4  |
| Braga     | 6    | 6 | 1 | 3 | 2 | 9  | 11 | -2  |
| Konyaspor | 1    | 6 | 0 | 1 | 5 | 2  | 12 | -10 |

| Arbitro: | Schörgenhofer |

|  |           |              |
|  | Marcatori | 76’ Ferreyra |

| Arbitro: | Stieler |

|                             |           |  |
| Stepanenko 5’ Kovalenko 56’ | Marcatori |  |

| Arbitro: | Taylor |

|                                                               |           |  |
| Kovalenko 12’ Ferreyra 30’ Bernard 46’ Taison 75’ Malyšev 85’ | Marcatori |  |

| Arbitro: | Kul'bakoŭ |

|                                       |           |                                                                     |
| Coulibaly 1’ Perbet 83’ Milićević 89’ | Marcatori | 36’ (rig.) Marlos 41’ Taison 45+3’ Stepanenko 67’ Fred 87’ Ferreyra |

| Arbitro: | Clancy |

|                                                          |           |  |
| Bardakcı 10’ (aut.) Dentinho 36’ Eduardo 66’ Bernard 74’ | Marcatori |  |

| Arbitro: | Palabıyık |

|                               |           |                                  |
| Stojiljković 43’ Vukčević 89’ | Marcatori | 22’, 62’ Kryvcov 39’, 66’ Taison |

#### Sedicesimi di finale
| Arbitro: | Mažeika |

|  |           |                   |
|  | Marcatori | 26’ Blanco Leshuk |

| Arbitro: | Vinčić |

|  |           |                                |
|  | Marcatori | 90+1’ (rig.) Aspas 108’ Cabral |

### Supercoppa
| Arbitro: | Abdula (Charkiv) |

|                                     |                      |                                             |
| Fred 58’                            | Marcatori            | 79’ Vida                                    |
| Srna Bernard Ismaily Fred Selezn'ov | Tiri di rigore 3 – 4 | Antunes Morozjuk Harmaš Chačeridi J. Moraes |

## Statistiche

### Statistiche di squadra
| Competizione         | Punti       | In casa | In casa | In casa | In casa | In casa | In casa | In trasferta | In trasferta | In trasferta | In trasferta | In trasferta | In trasferta | Totale | Totale | Totale | Totale | Totale | Totale | DR  |
| Competizione         | Punti       | G       | V       | N       | P       | Gf      | Gs      | G            | V            | N            | P            | Gf           | Gs           | G      | V      | N      | P      | Gf     | Gs     | DR  |
| -------------------- | ----------- | ------- | ------- | ------- | ------- | ------- | ------- | ------------ | ------------ | ------------ | ------------ | ------------ | ------------ | ------ | ------ | ------ | ------ | ------ | ------ | --- |
| Prem'er-Liha         | 80          | 16      | 11      | 3       | 2       | 31      | 13      | 16           | 14           | 2            | 0            | 35           | 11           | 32     | 25     | 5      | 2      | 66     | 24     | +42 |
| Coppa d'Ucraina      | Vincitore   | 2       | 2       | 0       | 0       | 3       | 1       | 1            | 1            | 0            | 0            | 3            | 0            | 4      | 4      | 0      | 0      | 7      | 1      | +6  |
| Champions League     | Terzo turno | 1       | 1       | 0       | 0       | 2       | 0       | 1            | 0            | 0            | 1            | 0            | 2            | 2      | 1      | 0      | 1      | 2      | 2      | 0   |
| Europa League        | 18          | 5       | 4       | 0       | 1       | 13      | 2       | 5            | 5            | 0            | 0            | 15           | 7            | 10     | 9      | 0      | 1      | 28     | 9      | +19 |
| Supercoppa d'Ucraina | Finalista   | -       | -       | -       | -       | -       | -       | -            | -            | -            | -            | -            | -            | 1      | 0      | 1      | 0      | 1      | 1      | 0   |
| Totale               | 98          | 24      | 18      | 3       | 3       | 49      | 16      | 23           | 20           | 2            | 1            | 53           | 20           | 49     | 39     | 6      | 4      | 104    | 37     | +67 |

### Andamento in campionato
| Giornata  | 1 | 2 | 3 | 4 | 5 | 6 | 7 | 8 | 9 | 10 | 11 | 12 | 13 | 14 | 15 | 16 | 17 | 18 | 19 | 20 | 21 | 22 | 23 | 24 | 25 | 26 | 27 | 28 | 29 | 30 | 31 | 32 |
| --------- | - | - | - | - | - | - | - | - | - | -- | -- | -- | -- | -- | -- | -- | -- | -- | -- | -- | -- | -- | -- | -- | -- | -- | -- | -- | -- | -- | -- | -- |
| Luogo     | C | T | C | T | C | T | C | T | C | C  | T  | T  | C  | T  | C  | T  | C  | T  | C  | T  | T  | C  | T  | C  | T  | T  | C  | C  | T  | C  | C  | T  |
| Risultato | V | V | V | V | V | V | N | V | V | V  | N  | V  | V  | V  | V  | V  | V  | V  | V  | V  | V  | N  | V  | P  | V  | V  | V  | V  | V  | N  | P  | N  |
| Posizione | 3 | 1 | 1 | 1 | 1 | 1 | 1 | 1 | 1 | 1  | 1  | 1  | 1  | 1  | 1  | 1  | 1  | 1  | 1  | 1  | 1  | 1  | 1  | 1  | 1  | 1  | 1  | 1  | 1  | 1  | 1  | 1  |

Legenda:

Luogo: C = Casa; T = Trasferta. Risultato: V = Vittoria; N = Pareggio; P = Sconfitta.